# Halewood
Halewood – miasto w północno-zachodniej Anglii, w hrabstwie ceremonialnym Merseyside, w dystrykcie metropolitalnym Knowsley. Leży 11 km na południowy wschód od centrum Liverpool i 276 km na północny zachód od Londynu. W 2001 miasto liczyło 20 309 mieszkańców.
Znajduje się tu zakład przemysłowy koncernu motoryzacyjnego Ford Motor Company (Ford of Britain), prowadzący produkcję skrzyń biegów, a także fabryka samochodów należąca do Jaguar Land Rover (część Tata Motors), dawniej (do 2008 roku) również należąca do Forda. Oba zakłady rozpoczęły działalność w latach 60. XX wieku.